# Локтев (Львовская область)
Локтев (укр. Ліктів) — село в Турковской городской общине Самборского района Львовской области Украины.
Население по переписи 2001 года составляло 145 человек. Занимает площадь 0,2 км². Почтовый индекс — 82544. Телефонный код — 3269.